# Tầm soát ung thư

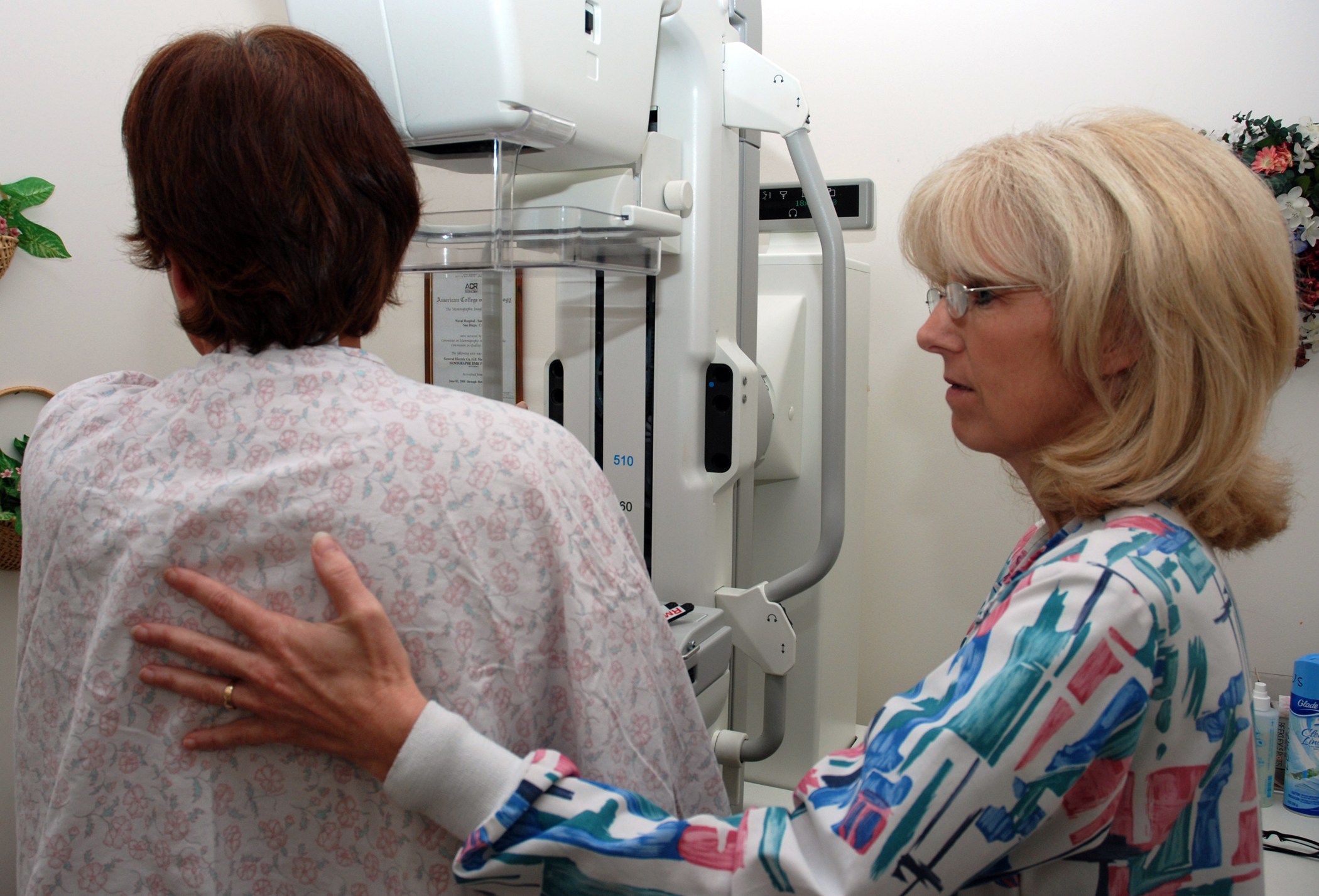

Tầm soát ung thư nhằm phát hiện ung thư trước khi triệu chứng xuất hiện. Tầm soát ung thư có thể thực hiện thông qua xét nghiệm máu, xét nghiệm nước tiểu hoặc các xét nghiệm khác, hoặc thông qua chẩn đoán hình ảnh. Lợi ích của tầm soát ung thư là phát hiện sớm để phòng chống ung thư, có kế hoạch chăm sóc, theo dõi sức khỏe và chuẩn bị định hướng điều trị, giúp tăng cơ hội chiến thắng ung thư của mỗi người.
Tầm soát ung thư đại trà là tầm soát ung thư cho tất cả mọi người, thường liên quan đến những nhóm tuổi nhất định. Tầm soát ung thư chọn lọc là chỉ tầm soát những người có nguy cơ ung thư cao như trường hợp những ung thư di truyền.
Tầm soát có thể dẫn đến kết quả dương tính giả và các xét nghiệm xâm lấn tiếp theo. Tầm soát cũng có thể dẫn đến kết quả âm tính giả, và một bệnh nhân ung thư tạm thời được bỏ qua. Tranh cãi nảy sinh khi chưa rõ các lợi ích của việc tầm soát cao hơn những rủi ro của các thủ tục kiểm tra sức khỏe, và các theo dõi chẩn đoán và điều trị tiếp theo.